# 1897 v dopravě
Tento článek obsahuje seznam událostí souvisejících s dopravou, které proběhly roku 1897.

## Události
- 13. června

 Společnost Elektrická dráha Smíchov – Košíře zahájila provoz elektrické tramvaje.
- 25. června

 Společnost Městská elektrická dráha Královských Vinohrad zahájila provoz elektrické tramvaje.
- 25. srpna

 V Liberci byl zahájen provoz úzkorozchodných elektrických tramvají.
- 1. září

 V Bostonu byl otevřen tunel Tremont Street Subway, nejstarší tunel metra v Severní Americe.
- 18. září

 Vznikly elektrické podniky hlavního města Prahy, předchůdce dnešního dopravního podniku. Začaly provozovat první linku elektrické tramvaje na Vinohradech, v tehdy třetím největším českém městě.